# Micropygidae
Famille
Les Micropygidae sont une famille d'échinodermes de l'ordre des Micropygoida.

## Caractéristiques

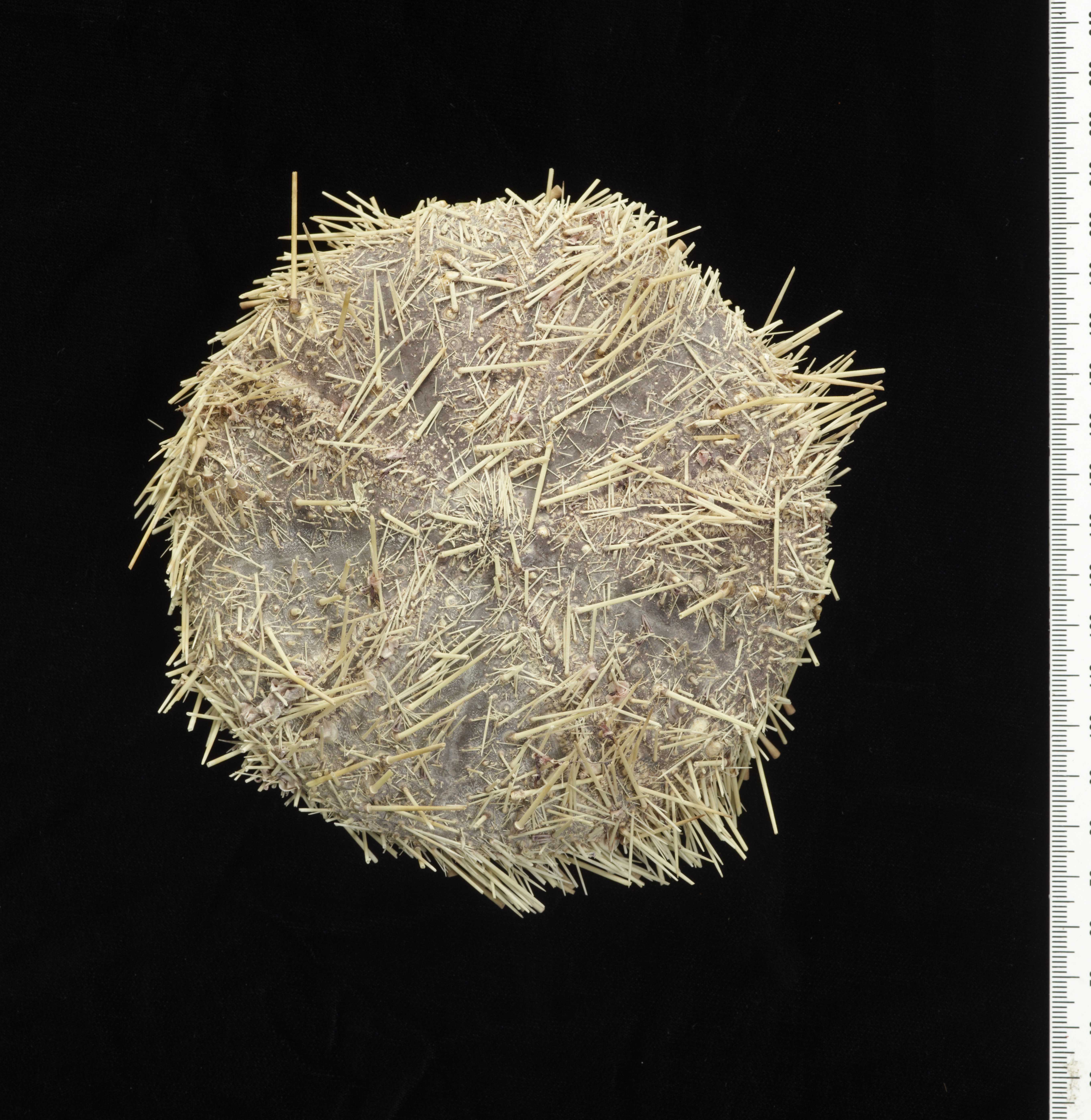
Micropyga tuberculata

Cette famille ne compte que deux espèces vivantes, et relativement rares, dans l'Indo-Pacifique.
- Ce sont des oursins réguliers : ils sont de forme ronde, la bouche est située au centre de la face aborale et l'anus à l'opposé, au sommet.
- Le test (coquille) est légèrement aplati dorsalement.
- Les podia sont larges, longs et très visibles.
- Les radioles (piquants) sont relativement longues, et creuses[1].

## Liste des genres
Selon World Register of Marine Species (27 octobre 2013) :
- genre Micropyga (A. Agassiz, 1879)
  - espèce Micropyga tuberculata (Agassiz, 1879)
  - espèce Micropyga violacea (de Meijere, 1903)
- genre Kierechinus (Philip, 1963a) † (genre fossile de l'Yprésien)

Le terme Micropyga signifie « petit anus » en grec.